# Leeanna Walsman

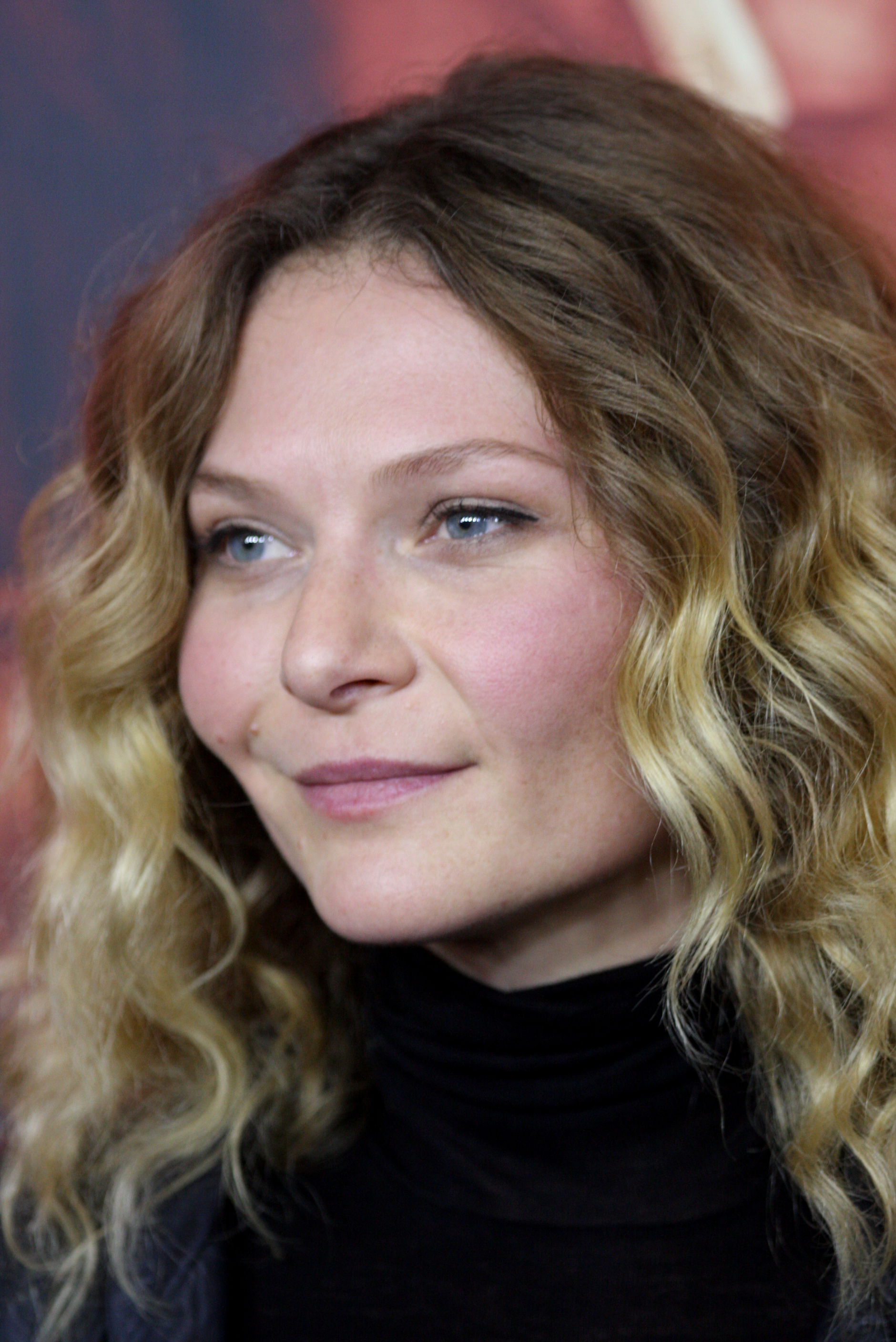
Leeanna Walsman (2017)

Leeanna Walsman (* 22. November 1979 in Sydney, New South Wales) ist eine australische Schauspielerin.

## Leben
1994 und 1995 besuchte Walsman das „Australian Theatre for Young People“ und das National Institute of Dramatic Art.
Walsmans vermutlich bekannteste Rollen sind die formwandlerische Kopfgeldjägerin Zam Wesell in Star Wars: Episode II – Angriff der Klonkrieger (2002) und Carly Bishop in dem australischen Film Das Geheimnis der Alibrandis (2000). 2002 sprach sie für das Videospiel Star Wars: Bounty Hunter.

## Filmografie (Auswahl)
- 1996: Police Rescue – Gefährlicher Einsatz (Police Rescue, Fernsehserie, Episode 5x08)
- 1997: Blackrock
- 1999: Thunderstone (Fernsehserie, 13 Episoden)
- 2000: Das Geheimnis der Alibrandis (Looking for Alibrandi)
- 2001: Love Is a Four Letter Word (Fernsehserie, 26 Episoden)
- 2002: Star Wars: Episode II – Angriff der Klonkrieger (Star Wars: Episode II – Attack of the Clones)
- 2003: The Shark Net (Fernsehfilm)
- 2004: Jessica (Fernsehfilm)
- 2004: One Perfect Day
- 2005: Herkules (Hercules, Fernsehfilm)
- 2008: Bitter & Twisted
- 2008: The Informant
- 2010: Caught Inside
- 2013: Wentworth (Fernsehserie, 10 Episoden)
- 2014: Touch
- 2015: Manny Lewis
- 2015: Dawn
- 2016: Janet King (Fernsehserie, 7 Episoden)
- 2016: Comedy Showroom: The Future Is Expensive (Fernsehkurzfilm)
- 2016: Perry (Kurzfilm)
- 2017: Sieben Seiten der Wahrheit (Seven Types of Ambiguity, Fernsehserie, 7 Episoden)
- 2017: Don’t Tell
- 2018: Safe Harbour (Fernsehserie, 4 Episoden)
- 2020: Beflügelt – Ein Vogel namens Penguin Bloom (Penguin Bloom)
- 2020: 2067 – Kampf um die Zukunft (2067)
- 2021: Eden (Fernsehserie, 5 Episoden)
- 2021: Preppers (Fernsehserie, Episode 1x06)
- 2022: Bosch & Rockit
- 2024: Nautilus (Fernsehserie, Episode 1x09)
- 2024: Human Error (Fernsehserie, 6 Episoden)

## Videospiele
- 2002: Star Wars: Bounty Hunter (Star Wars: Bounty Hunter, Synchronsprecherin von Zam Wesell)